# Дискография Cage the Elephant
Дискография американской рок-группы Cage the Elephant, исполняющей музыку в жанрах инди-рока, панк-блюза, альтернативного и гаражного рока, включает в себя 3 студийных альбомов, 1 концертный альбом, 1 мини-альбом и 9 синглов.

## Студийные альбомы
| Год                                            | Альбом                                                                                            | Высшие позиции в чартах | Высшие позиции в чартах | Высшие позиции в чартах | Высшие позиции в чартах | Высшие позиции в чартах | Сертификации (Пороги продаж) |
| Год                                            | Альбом                                                                                            | US                      | ALT                     | ROCK                    | CAN                     | UK                      | Сертификации (Пороги продаж) |
| ---------------------------------------------- | ------------------------------------------------------------------------------------------------- | ----------------------- | ----------------------- | ----------------------- | ----------------------- | ----------------------- | ---------------------------- |
| 2008                                           | Cage the Elephant - Дата выхода: 23 июня - Лейбл: Relentless, Red Ink - Форматы: CD, LP, ЦД       | 59                      | 18                      | 23                      | —                       | 38                      | RIAA: Золотой                |
| 2011                                           | Thank You, Happy Birthday - Дата выхода: 11 января - Лейбл: Jive, Universal - Форматы: CD, LP, ЦД | 2                       | 2                       | 2                       | 7                       | 26                      |                              |
| 2013                                           | Melophobia - Дата выхода: 8 октября - Лейбл: RCA - Форматы: CD, LP, ЦД                            | 15                      | 6                       | 6                       | 21                      | 117                     |                              |
| 2015                                           | Tell Me I'm Pretty - Дата выхода: 18 декабря - Лейбл: RCA - Форматы: CD, LP, ЦД                   | 26                      | 3                       | 3                       | 30                      | 135                     |                              |
| Знак «—» означает, что альбом не попал в чарт. |                                                                                                   |                         |                         |                         |                         |                         |                              |

## Концертные альбомы
| Год  | Альбом                                                                           |
| ---- | -------------------------------------------------------------------------------- |
| 2011 | Live from the Vic in Chicago - Дата выхода: 17 января - Лейбл: RCA - Форматы: ЦД |
| 2017 | Unpeeled - Дата выхода: 28 июля - Лейбл: RCA - Форматы: CD, LP, ЦД               |

## Мини-альбомы
| Год  | Альбом                                                                |
| ---- | --------------------------------------------------------------------- |
| 2010 | Live at Grimey’s - Дата выхода: 17 апреля - Лейбл: Jive - Форматы: CD |

## Синглы
| Год                                           | Сингл                          | Высшие позиции в чартах | Высшие позиции в чартах | Высшие позиции в чартах | Высшие позиции в чартах | Высшие позиции в чартах | Высшие позиции в чартах | Сертификации     | Альбом                    |
| Год                                           | Сингл                          | B100                    | ALT                     | MAIN                    | ROCK                    | CAN                     | UK                      | Сертификации     | Альбом                    |
| --------------------------------------------- | ------------------------------ | ----------------------- | ----------------------- | ----------------------- | ----------------------- | ----------------------- | ----------------------- | ---------------- | ------------------------- |
| 2007                                          | «Free Love»                    | —                       | —                       | —                       | —                       | —                       | —                       |                  | Cage the Elephant         |
| 2008                                          | «In One Ear»                   | —                       | 1                       | 20                      | 3                       | —                       | 51                      |                  | Cage the Elephant         |
| 2008                                          | «Ain't No Rest for the Wicked» | 83                      | 3                       | 8                       | 6                       | 42                      | 32                      | RIAA: Платиновый | Cage the Elephant         |
| 2009                                          | «Back Against the Wall»        | —                       | 1                       | 26                      | 12                      | 56                      | —                       |                  | Cage the Elephant         |
| 2010                                          | «Shake Me Down»                | 78                      | 1                       | 10                      | 1                       | 51                      | 55                      |                  | Thank You, Happy Birthday |
| 2011                                          | «Around My Head»               | —                       | 15                      | —                       | 27                      | —                       | —                       |                  | Thank You, Happy Birthday |
| 2011                                          | «Aberdeen»                     | —                       | 7                       | —                       | 22                      | —                       | —                       |                  | Thank You, Happy Birthday |
| 2012                                          | «Always Something»             | —                       | 39                      | —                       | —                       | —                       | —                       |                  | Thank You, Happy Birthday |
| 2013                                          | «Come a Little Closer»         | —                       | —                       | —                       | —                       | —                       | —                       |                  | Melophobia                |
| Знак «—» означает, что сингл не попал в чарт. |                                |                         |                         |                         |                         |                         |                         |                  |                           |

## Видеоклипы
| Год  | Песня                          | Режиссёр(ы)        |
| ---- | ------------------------------ | ------------------ |
| 2008 | «In One Ear»                   | н/д                |
| 2008 | «In One Ear»                   | D.A.R.Y.L          |
| 2008 | «Ain’t No Rest for the Wicked» | D.A.R.Y.L          |
| 2009 | «Back Against the Wall»        | Исаак Ренц         |
| 2010 | «In One Ear»                   | Исаак Ренц         |
| 2011 | «Shake Me Down»                | Исаак Ренц         |
| 2011 | «Around My Head»               | Крис Маррс Пильеро |
| 2011 | «Aberdeen»                     | Исаак Ренц         |

Комментарии
1. ↑  Первая версия клипа.
2. ↑  Вторая версия клипа.
3. ↑  Третья версия клипа.